# Guerra italo-turca
La guerra italo-turca, també coneguda com a guerra de Líbia, va ser un conflicte bèl·lic entre el Regne d'Itàlia i l'Imperi Otomà per la conquesta de la Tripolitània i la Cirenaica, entre el 28 de setembre de 1911 i el 18 d'octubre de 1912.

## La guerra
Itàlia va atacar les províncies otomanes de Tripolitània i Cirenaica que, juntes, constitueixen la Líbia actual, així com l'illa de Rodes i l'arxipèlag del Dodecanès, a tocar d'Anatòlia.
La guerra italoturca va ser un banc de proves dels nombrosos avenços tecnològics utilitzats a la Gran Guerra; sobretot l'aeroplà. El 23 d'octubre de 1911, el pilot italià capità Piazza, en un aparell Blériot XI, va sobrevolar les línies enemigues turques en una missió de reconeixement, i l'1 de novembre el sotstinent Gabotti va deixar caure la primera bomba aèria sobre les tropes turques a Líbia.
Hi participaren oficials que arribarien més endavant a assolir grans responsabilitats en els seus països com Pietro Badoglio (Primer Ministre d'Itàlia), Guglielmo Pecori Giraldi o Mustafa Kemal Atatürk, primer president de la moderna República de Turquia.

## Conseqüències
Turquia va cedir a Itàlia la Tripolitània i la Cirenaica i també va renunciar explícitament a totes les reclamacions sobre les illes del Dodecanès, que Itàlia havia estat obligada a retornar a Turquia pel tractat d'Ouchy el 1912 després de la guerra, però havia quedat sota administració italiana.
Aquesta guerra va suposar un precedent important de la Primera Guerra Mundial, i va influir en el contenciós nacionalista en els estats balcànics. Considerant com els italians havien derrotat fàcilment els desorganitzats otomans, els membres de la Lliga Balcànica van atacar l'Imperi Otomà abans del final de la guerra amb Itàlia en la Primera Guerra Balcànica.